# Емилиан (Лазаридис)
Митрополи́т Емилиа́н Лазари́дис (греч. Αιμιλιανός Λαζαρίδης; 1877, Пермата, Иконио — между 30 сентября и 6 октября 1911, Критадес) — епископ Константинопольской православной церкви, митрополит Гревенский, получивший в греческой историографии имя национального мученика (греч. Εθνομάρτυρας).

## Биография

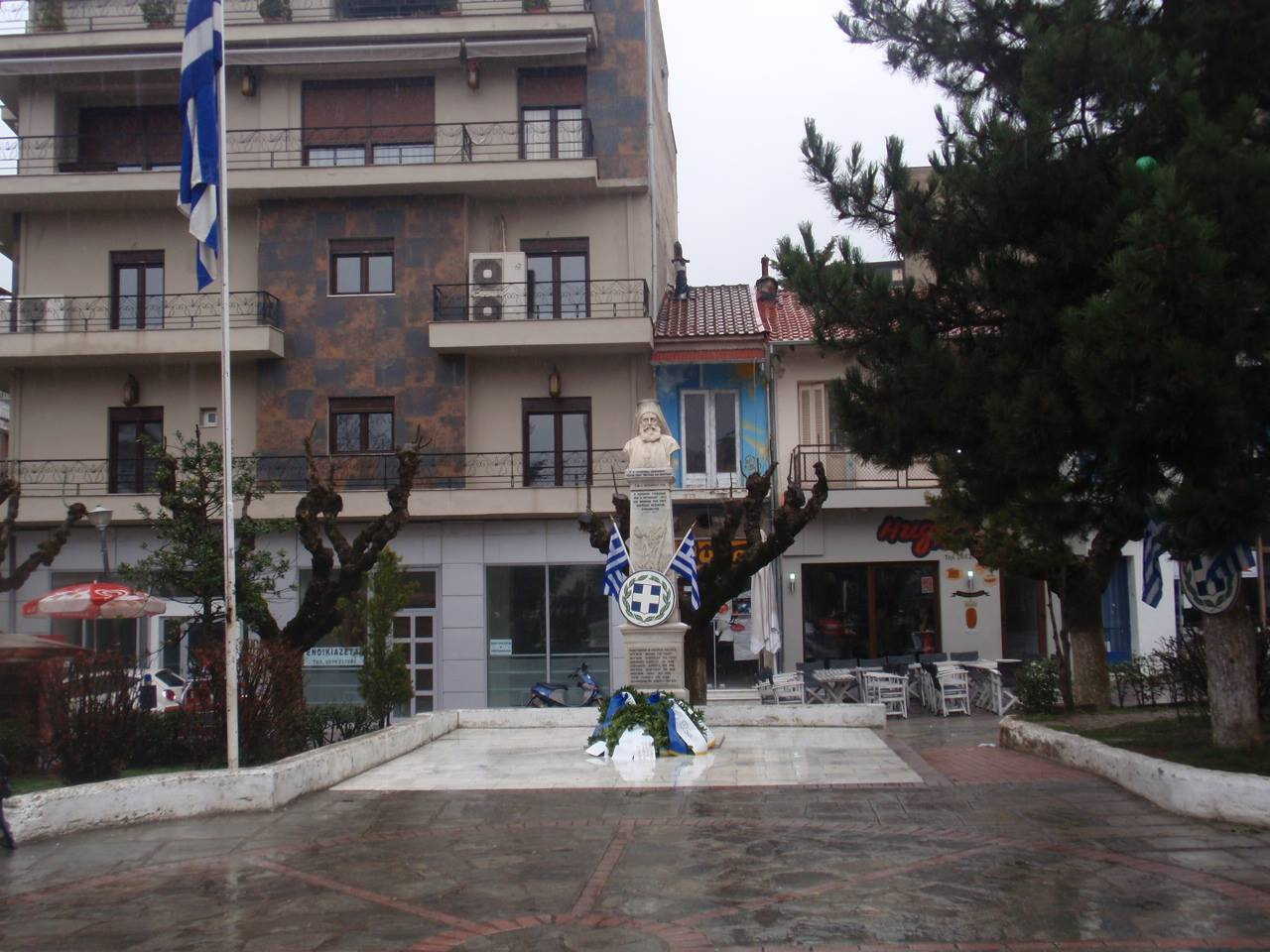
Бюст епископа Емилиана в городе Гревена

Родился в 1877 году в городке Пермата (греч. Πέρματα), каппадокийской епархии Иконио. Его семья была многодетной (9 детей).

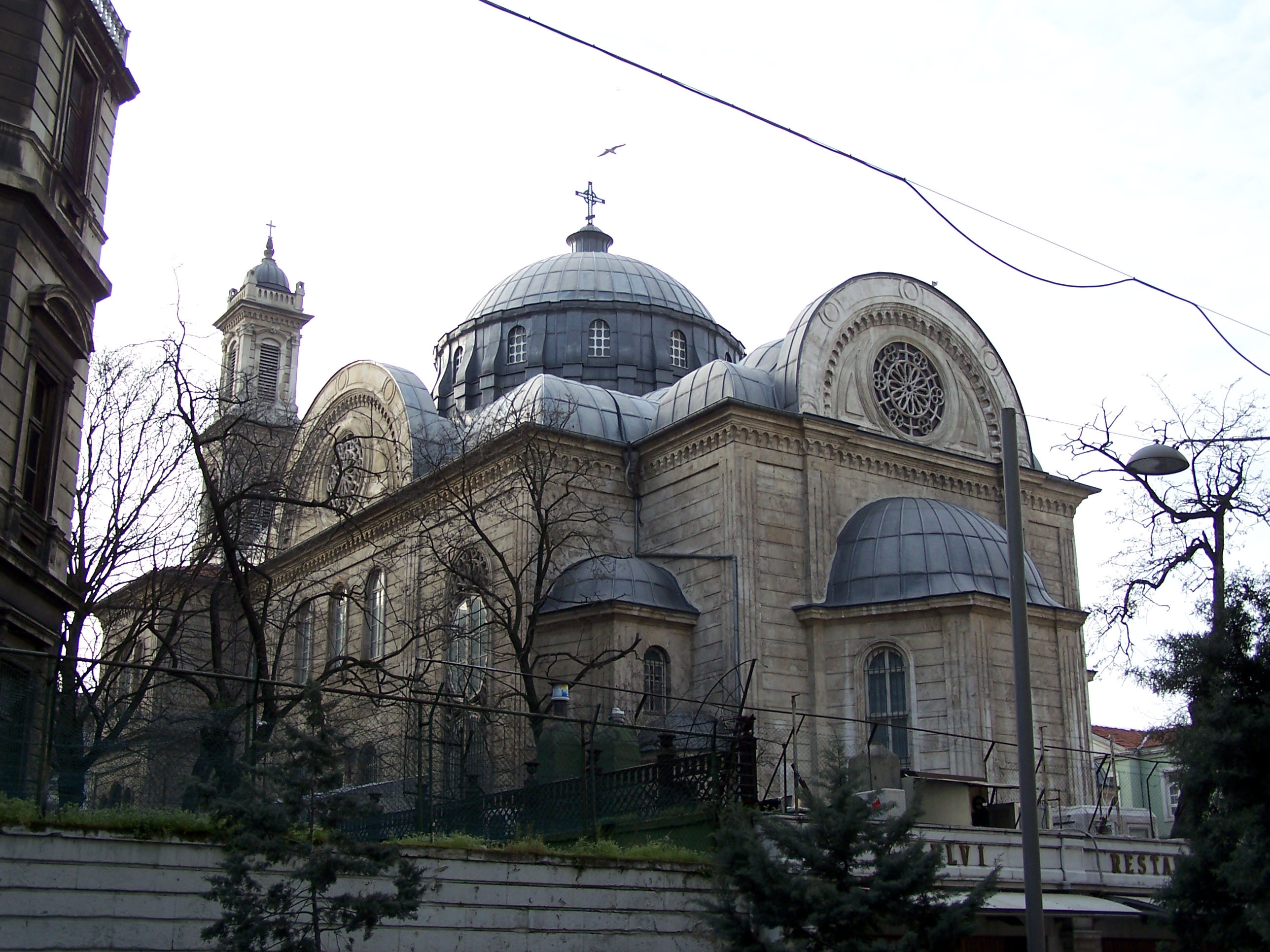
Церковь Святой Троицы в Пере в Константинополе, где служил Емилиан (Лазаридис)

После учёбы в Халкинской богословской школе служил настоятелем церкви Святой Троицы в районе Ставродроми Константинополя, а затем был назначен помощником епископа при митрополите Пелагонии Иоакиме (Форопулосе), с резиденцией в городе Монастир (нынешний Битола). Здесь же Емилиан преподавал Божье слово в местной греческой гимназии.
В трудные годы Борьбы за Македонию начала XX века, Емилиан оказывал сопротивление попыткам турецких властей насадить священников Болгарской экзархии в греческих церквях. Получил известность эпизод, когда Емилиан с паствой закрылся в церкви села Клабутиста, препятствуя передаче церкви болгарской экзархии и отвечая окружившим церковь турецким жандармам что только мёртвым его выведут из церкви.
Упоминается в греческой историографии как «не несущий оружие» македономах (борец за воссоединение Македонии с Грецией).
Движение младотурков в 1908 году, провозглашавших свободу, равенство и справедливость, Емилиан первоначально приветствовал, тем более что движение в значительной мере способствовало практическому прекращению кровопролития в Македонии.
В марте 1910 года Емилиан, в возрасте 33 лет, был избран митрополитом западно-македонского города Гревена.
В отличие от Пелагонии, где противостояние было греко-болгарским, здесь Эмилианос столкнулся также с румынской пропагандой среди романо-язычных валахов (см. аромуны). Деятельность митрополита препятствовала целям турецких властей и органам румынской и болгарской пропаганды. Попытки запугать его не имели результата.
30 сентября 1911 года митрополит пропал, направляясь на службу в церковь деревни Гридадес (ныне несущей в его честь имя Эмилианос).
Был найден убитым в соседнем лесу 6 октября 1911 года, вместе с диаконом Дмитрием и проводником. Утверждается что они были убиты турецкими солдатами по наущению агентов румынской пропаганды.
Был похоронен в Воскресенье 8 октября 1911 года. Его похороны засняли Братья Манаки, уроженцы региона Гревена и пионеры кинематографа на Балканах.
Жители Гревена чтут его память как новомученика. Его бюст установлен на центральной площади города
Его именем также названы улицы в основанных беженцами из Малой Азии афинских муниципалитетах Неа-Змирни и Неа-Иония.